# Danijel Ljuboja
Danijel Ljuboja (Servisch: Данијел Љубоја) (Vinkovci, 4 september 1978) is een Servisch voormalig professioneel voetballer die tussen 1998 en 2014 als spits actief was voor diverse clubs in Frankrijk, Duitsland en Polen. In 2003 debuteerde hij in het voetbalelftal van Servië en Montenegro en hij speelde uiteindelijk negentien interlands.

## Clubcarrière
| Seizoen | Club                | Competitie  | Competitie | Competitie | Beker | Beker | Internationaal | Internationaal | Totaal | Totaal |
| Seizoen | Club                | Competitie  | Wed.       | Dlp.       | Wed.  | Dlp.  | Wed.           | Dlp.           | Wed.   | Dlp.   |
| ------- | ------------------- | ----------- | ---------- | ---------- | ----- | ----- | -------------- | -------------- | ------ | ------ |
| 1998/99 | FC Sochaux          | Ligue 1     | 26         | 4          | ?     | ?     | —              | —              | 26     | 4      |
| 1999/00 | FC Sochaux          | Ligue 2     | 36         | 16         | ?     | ?     | —              | —              | 36     | 16     |
| 2000/01 | RC Strasbourg       | Ligue 1     | 30         | 3          | ?     | ?     | —              | —              | 30     | 3      |
| 2001/02 | RC Strasbourg       | Ligue 2     | 38         | 15         | ?     | ?     | 2              | 2              | 40     | 17     |
| 2002/03 | RC Strasbourg       | Ligue 1     | 37         | 9          | ?     | ?     | —              | —              | 37     | 9      |
| 2003/04 | RC Strasbourg       | Ligue 1     | 16         | 7          | ?     | ?     | —              | —              | 16     | 7      |
| 2003/04 | Paris Saint-Germain | Ligue 1     | 17         | 5          | ?     | ?     | —              | —              | 17     | 5      |
| 2004/05 | Paris Saint-Germain | Ligue 1     | 25         | 2          | ?     | ?     | 5              | 0              | 30     | 2      |
| 2005/06 | VfB Stuttgart       | Bundesliga  | 26         | 8          | 1     | 1     | 6              | 4              | 33     | 13     |
| 2006/07 | Hamburger SV        | Bundesliga  | 16         | 5          | 1     | 1     | 6              | 0              | 23     | 6      |
| 2007/08 | VfL Wolfsburg       | Bundesliga  | 8          | 1          | 2     | 0     | —              | —              | 10     | 1      |
| 2008/09 | VfB Stuttgart       | Bundesliga  | 3          | 0          | 2     | 0     | 2              | 0              | 7      | 0      |
| 2009/10 | Grenoble Foot 38    | Ligue 1     | 34         | 10         | 3     | 1     | —              | —              | 37     | 11     |
| 2010/11 | Grenoble Foot 38    | Ligue 2     | 3          | 0          | 1     | 0     | —              | —              | 4      | 0      |
| 2010/11 | OGC Nice            | Ligue 1     | 30         | 5          | 4     | 1     | —              | —              | 34     | 6      |
| 2011/12 | Legia Warschau      | Ekstraklasa | 30         | 11         | 4     | 2     | 12             | 1              | 46     | 14     |
| 2012/13 | Legia Warschau      | Ekstraklasa | 26         | 12         | 0     | 0     | 5              | 3              | 31     | 15     |
| 2013/14 | RC Lens             | Ligue 2     | 30         | 8          | 3     | 0     | —              | —              | 33     | 8      |
| Totaal  | Totaal              | Totaal      | 431        | 121        | 21    | 6     | 38             | 10             | 490    | 137    |

## Interlandcarrière
Zijn debuut voor het voetbalelftal van Servië en Montenegro maakte Ljuboja op 12 februari 2003, toen er met 2–2 gelijkgespeeld werd tegen Azerbeidzjan. De aannvaller begon op de bank en viel tijdens de tweede helft in voor aanvoerder Predrag Mijatović, die met een strafschop de Serviërs op voorsprong had gezet. De andere debutant dit duel was Zvonimir Vukić (FK Partizan). Zijn eerste doelpunt maakte hij op 11 oktober 2003, toen met 2–3 gewonnen werd van Wales. In 2006 speelde Ljuboja mee op het WK voetbal, waar hij speelde tegen Nederland en Argentinië.
| Interlands van Ljuboja voor Servië en Montenegro | Interlands van Ljuboja voor Servië en Montenegro | Interlands van Ljuboja voor Servië en Montenegro | Interlands van Ljuboja voor Servië en Montenegro | Interlands van Ljuboja voor Servië en Montenegro | Interlands van Ljuboja voor Servië en Montenegro |
| №                                                | Datum                                            | Wedstrijd                                        | Uitslag                                          | Competitie                                       | Goals                                            |
| Als speler van RC Strasbourg                     | Als speler van RC Strasbourg                     | Als speler van RC Strasbourg                     | Als speler van RC Strasbourg                     | Als speler van RC Strasbourg                     | Als speler van RC Strasbourg                     |
| ------------------------------------------------ | ------------------------------------------------ | ------------------------------------------------ | ------------------------------------------------ | ------------------------------------------------ | ------------------------------------------------ |
| 1                                                | 12 februari 2003                                 | Servië en Montenegro – Azerbeidzjan              | 2 – 2                                            | EK 2004 kwalificatie                             |                                                  |
| 2                                                | 27 maart 2003                                    | Servië en Montenegro – Bulgarije                 | 1 – 2                                            | Vriendschappelijk                                |                                                  |
| 3                                                | 12 februari 2003                                 | Servië en Montenegro – Italië                    | 1 – 1                                            | EK 2004 kwalificatie                             |                                                  |
| 4                                                | 12 februari 2003                                 | Wales – Servië en Montenegro                     | 2 – 3                                            | EK 2004 kwalificatie                             | 88'                                              |
| Als speler van Paris Saint-Germain               |                                                  |                                                  |                                                  |                                                  |                                                  |
| 5                                                | 31 maart 2004                                    | Servië en Montenegro – Noorwegen                 | 0 – 1                                            | Vriendschappelijk                                |                                                  |
| 6                                                | 9 oktober 2004                                   | Bosnië en Herzegovina – Servië en Montenegro     | 0 – 0                                            | WK 2006 kwalificatie                             |                                                  |
| 7                                                | 13 oktober 2004                                  | Servië en Montenegro – San Marino                | 5 – 0                                            | WK 2006 kwalificatie                             |                                                  |
| 8                                                | 4 juni 2005                                      | Servië en Montenegro – België                    | 0 – 0                                            | WK 2006 kwalificatie                             |                                                  |
| Als speler van VfB Stuttgart                     |                                                  |                                                  |                                                  |                                                  |                                                  |
| 9                                                | 15 augustus 2005                                 | Polen – Servië en Montenegro                     | 3 – 2                                            | Vriendschappelijk                                |                                                  |
| 10                                               | 17 augustus 2005                                 | Oekraïne – Servië en Montenegro                  | 2 – 1                                            | Vriendschappelijk                                |                                                  |
| 11                                               | 8 oktober 2005                                   | Litouwen – Servië en Montenegro                  | 0 – 2                                            | WK 2006 kwalificatie                             |                                                  |
| 12                                               | 13 november 2005                                 | China – Servië en Montenegro                     | 0 – 2                                            | Vriendschappelijk                                |                                                  |
| 13                                               | 16 november 2005                                 | Zuid-Korea – Servië en Montenegro                | 2 – 0                                            | Vriendschappelijk                                |                                                  |
| 14                                               | 1 maart 2006                                     | Tunesië – Servië en Montenegro                   | 0 – 1                                            | Vriendschappelijk                                |                                                  |
| 15                                               | 27 mei 2006                                      | Servië en Montenegro – Uruguay                   | 1 – 1                                            | Vriendschappelijk                                |                                                  |
| 16                                               | 11 juni 2006                                     | Servië en Montenegro – Nederland                 | 0 – 1                                            | WK 2006                                          |                                                  |
| 17                                               | 16 juni 2006                                     | Argentinië – Servië en Montenegro                | 6 – 0                                            | WK 2006                                          |                                                  |
| Als speler van Hamburger SV                      |                                                  |                                                  |                                                  |                                                  |                                                  |
| 18                                               | 16 augustus 2006                                 | Tsjechië – Servië                                | 1 – 3                                            | Vriendschappelijk                                |                                                  |
| 19                                               | 2 september 2006                                 | Servië – Azerbeidzjan                            | 1 – 0                                            | EK 2008 kwalificatie                             |                                                  |

## Erelijst
RC Strasbourg
- Coupe de France

2000/01
 Paris Saint-Germain
- Coupe de France

2003/04
 Legia Warschau
- Ekstraklasa

2012/13
- Puchar Polski

2011/12, 2012/13